# Gijeong-dong
Gijeong-dong er en by i Nordkorea som ligger 1,8 km nord fra den demilitariserede zone. I Sydkorea har byen fået øgenavnet "Propagandabyen" mens den i Nordkorea er kendt som "fredsbyen".
Gijeong-dong er en af to landsbyer som får lov til at eksistere indenfor den 4 km brede demilitariserede zone, som blev oprettet som den nye de facto koreansk-koreansk grænse ved etableringen af våbenhvileaftalen efter Koreakrigen,Den anden er en landsby på den sydkoreanske side af grænsen, Daeseong-dong, 1,22 km mod sydøst.
Landsbyen har flere betonbygninger, malet i lyse og klare farver. Mange af bygningerne har haft elektricitet, siden de blev bygget, hvilket var usædvanligt for det koreanske landskab i 1950'erne. Bygningerne er konstrueret således, at de blå tage og hvide vægge, sammen med den massive flagstang, fremstår bedst muligt mod syd. Nylige observationer foretaget med moderne teleobjektiver viser, at betonbygningerne kun fungerer som en skal, uden vinduer og rum,men med lys tændt og slukket på bestemte tidspunkter. Fortovene vedligeholdes af deres eget mandskab, hvilket er den eneste aktivitet, der kan observeres i landsbyen.

## Flagstangskrigen
I 1980'erne byggede Sydkorea en 98,4 meter høj flagstang med et 130 kg tungt flag på toppen i den sydkoreanske grænselandsby 
Daeseong-dong. Nordkorea reagerede ved at bygge en endnu højere flagstang, 160 m høj, med et 270 kg tungt flag i toppen, i Gijeong-dong, knap 1,2 km fra den sydkoreanske grænse. Den nordkoreanske flagstang var længe verdens højeste, men blev i 2010 og 2011 slået af Aserbajdsjan og Tadsjikistan, som havde deres egen flagstangskrig, hvor de højeste pæle til sidst blev 162 og 165 meter.

## Propegandahøjtalere
Indtil 2004 var der også installeret enorme højttalere i flere af bygningerne, som kontinuerligt sendte nordkoreanske propagandaudsendelser mod  syd. I starten var udsendelsernes indhold præget af Nordkoreas fortræffeligheder, med en appel til sydkoreanske soldater og bønder om blot at gå over grænsen til Nordkorea, hvor de ville blive modtaget som brødre. Da der ikke var mange afhoppere, blev indholdet ændret til fordømmelse af Vesten, kommunistisk propaganda og patriotiske marcher med høj lydstyrke i op til 20 timer hver dag.